# 奥珀瑙
奥珀瑙（德語：Oppenau，發音：[ˈɔpənaʊ] ⓘ）是德国巴登-符腾堡州弗赖堡行政区奥尔特瑙县的城市，面积72.98平方千米，2023年12月31日人口为4,914人。